# Клеменц, Петар-Игор
Петaр-Игор Клеменц (словен. Petar-Igor Klemenc, Peter-Igor Klemenc, Peter Klemenc, родился 16 июня 1956 в Есенице) — словенский хоккеист, нападающий.

## Биография
Выступал на протяжении карьеры за клуб «Акрони Есенице», в сезонах 1978/1979 и 1979/1980 становился лучшим бомбардиром чемпионата Югославии. За сборную Югославии сыграл 52 игры: в 1979 году на чемпионате мира (группа C) отличился 9 раз в 7 играх и отдал ещё две голевые передачи. Был капитаном юниорской сборной Югославии на чемпионате Европы 1975 года (группа В). Выступал на Олимпиаде в Сараево в 1984 году, но в пяти играх не отличился ни разу. В 2012 году введён в Словенский хоккейный зал славы.